# Narathura neva
Narathura neva är en fjärilsart som beskrevs av Evans 1957. Narathura neva ingår i släktet Narathura och familjen juvelvingar. Inga underarter finns listade i Catalogue of Life.